# Álszóismétlési teszt
Álszóismétlési teszt (nonword repetition test) a fonológiai RTM (rövidtávú memória) vagy a Baddeley és Hitch nevéhez köthető munkamemória-modell terminológiája alapján a fonológiai hurok, azon belül is inkább a fonológiai tár mérőeljárása. A teszt során olyan szavakat kell ismételni, melyek fonológiája és fonetikai struktúrája megegyezik a vizsgált személy anyanyelvében (vagy a vizsgálat nyelvében) fellelhető szerkezetekkel, a szavak szótagszáma pedig a vizsgálat során folyamatosan nő.

## Idegrendszeri lokalizáció
Idegrendszeri szinten a fonológiai hurok a domináns félteke frontoparietalis területére lokalizálható, ez jobbkezeseknél általában a bal oldali agyféltekét, bal és kétkezeseknél általában bilaterális területeket jelent. Bár a pontos lokalizáció még nem ismert, az eddigi kutatások eredményei alapján a fonológiai tár a bal poszterior parietalis területhez (Br. 40) köthető. Többek között Klein és munkatársai (2005) vizsgálták részletesen a szó és álszó ismétlési feladatok során tapasztalható agyi aktivációt PET elemzéssel.

## A vizsgálat története
Az álszóismétlés teszt bemutatásakor nem szabad figyelmen kívül hagyni a teszt és a nyelvtanulás közötti hasonló mintázatot. A hasonlóságnak köszönhetően felmerült a kutatókban a kérdés, hogy mit is mér valójában a teszt, hiszen ezzel választ kaphatnak olyan kérdésekre, hogy mi befolyásolja a nyelvtanulást. Baddeley munkamemória modell terminológiáját használva a teszt a fonológiai hurkot méri, azon belül a fonológiai tárat. Ezt az is alátámasztja, hogy a teszt erősen korlátozott a fonológiai tár méretének függvényében, és eredménye jelentős korrelációt mutat a számterjedelemteszt eredményével. Az álszóismétlés teszt és a fonológiai tár közötti kapcsolatot számos kutató bizonyította gyerekekkel és felnőttekkel végzett kísérletek segítségével egyaránt.
A teszt standardizált változata csupán 1994 óta létezik, és Gathercole nevéhez köthető, azonban már ezt megelőzően is használtak a nem létező szavak ismétlésére épülő módszereket főként a fejlődéspszichológiai vizsgálatok során. Elsőként 1989-ben Gathercole és Baddeley alkalmazták egy longitudinális vizsgálat során a teszt standardizálatlan változatát, melyet 4-8 éves gyerekekkel vettek fel. A tesztben 40 álszó szerepelt, melyek 1 és 4 szótaghosszúság közti skálán mozogtak. A kutatók azt tapasztalták, hogy a szókincs és az álszóismétlési teszt eredményei erősen korreláltak egymással minden életkorban, és függetlenek voltak az általános kognitív képességektől. Azóta ezt az együttjárást számos tanulmányban kimutatták felnőttek esetén is, és nemcsak az anyanyelvben, hanem idegen nyelvekben is.
A Gathercole és munkatársai által 1994-re kidolgozott standardizált változatban már 50 álszó van, és ezek némileg nagyobb skálán, 1 és 5 szótaghosszúság között mozognak. A teszt egyéni különbségeket azonban csak 10 éves korig mutat, így a felnőttkori differenciák kimutatására már nem alkalmas. Ennek fényében a magyar álszóismétlési tesztet Racsmány és munkatársai (2005) úgy alkották meg, hogy az a felnőttek közti egyéni különbségeket is mérje. A szavak száma ugyan kevesebb, mint az angol változatban, 36 álszót tartalmaz, azonban ezek 1 és 9 közötti szótaghosszúsági skálán mozognak. A szavak megalkotásakor a hangzókapcsolatok gyakorisági eloszlását a kutatók nem vették figyelembe, azonban a kiejthetőség jelentős szerepet kapott a szavak kialakításakor.

## A vizsgálat menete
A teszt során a vizsgálatvezető monoton hangon, hangsúlyozás nélkül (ezt sok esetben felvételről oldják meg) olvassa fel egyesével az álszavakat, melyeket a vizsgálati személynek hallás után közvetlenül kell megismételnie. A teszt 9 szósorozatból áll, melyek mind 4 azonos szótaghosszúságú álszóból állnak. Az első sorozat 1 szótagú álszavakból, az utolsó sorozat a teszt magyar változatában 9 szótagú álszavakból áll. A kutatás értékelés sokszor a vizsgálati helyzet függvénye, eltérő értékek tekinthetőek elfogadhatónak diagnosztika és elméleti kutatás esetén. Alapvetően azt a szabályt szokás itt is alkalmazni, mint más, hasonló szerkezetű fonológiai RTM vagy munkamemória mérőeljárásoknál: Amennyiben a vizsgált személy az adott sorozatban 50%-os teljesítményt nyújt, akkor léphetünk tovább a következő, egy szótaggal hosszabb álszavakból álló sorozatra. A személy teszten elért eredményét az utolsó olyan sorozat adja, ahol teljesítménye még elérte az 50%-ot. Az adott nyelv fonológiai rendszeréből eredő hibákat, mint a magyar nyelv esetén ’b’ és ’p’ vagy ’r’ és ’l’ általában nem számítjuk hibának.